# Кайдули
Кайдули́ (рос. Кайдулы) — присілок у складі Маріїнського округу Кемеровської області, Росія.

## Населення
Населення — 115 осіб (2010; 133 у 2002).
Національний склад (станом на 2002 рік):
- росіяни — 64 %
- естонці — 29 %